# Distrito de Anantapur
Anantapur (en telugú; అనంతపూర్ డిస్ట్రిక్ట్, urdu; اننت پور ضلع) es un distrito de la India ubicado en el estado de Andhra Pradesh. Su código ISO es IN.AP.AN.
Comprende una superficie de 19 130 km² y su centro administrativo es la ciudad de Anantapur. El distrito se reparte en 5 divisiones, y estas en 63 Tehsil, a saber:
| #  | Divisiones de Anantapur | Divisiones de Dharmavaram | Divisiones de Kadiri | Divisiones de Kalyandurg | Divisiones de Penukonda |
| -- | ----------------------- | ------------------------- | -------------------- | ------------------------ | ----------------------- |
| 1  | Anantapur               | Bathalapalle              | Amadagur             | Beluguppa                | Agali                   |
| 2  | Atmakur                 | Chenne Kothapalle         | Bukkapatnam          | Bommanahal               | Amarapuram              |
| 3  | Bukkarayasamudram       | Dharmavaram               | Gandlapenta          | Brahmasamudram           | Chilamathur             |
| 4  | Garladinne              | Kanaganapalle             | Kadiri               | D.Hirehal                | Gorantla                |
| 5  | Gooty                   | Mudigubba                 | Kothacheruvu         | Gummagatta               | Gudibanda               |
| 6  | Guntakal                | Ramagiri                  | Nallacheruvu         | Kalyandurg               | Hindupur                |
| 7  | Kudair                  | Raptadu                   | Nallamada            | Kambadur                 | Lepakshi                |
| 8  | Narpala                 | Tadimarri                 | Nambulapulakunta     | Kanekal                  | Madakasira              |
| 9  | Pamidi                  |                           | Obuladevaracheruvu   | Kundurpi                 | Parigi                  |
| 10 | Peddapappur             |                           | Puttaparthi          | Rayadurg                 | Penu Konda              |
| 11 | Peddavadugur            |                           | Talupula             | Settur                   | Roddam                  |
| 12 | Putlur                  |                           | Tanakal              |                          | Rolla                   |
| 13 | Singanamala             |                           |                      |                          | Somandepalle            |
| 14 | Tadipatri               |                           |                      |                          |                         |
| 15 | Uravakonda              |                           |                      |                          |                         |
| 16 | Vajrakarur              |                           |                      |                          |                         |
| 17 | Vidapanakal             |                           |                      |                          |                         |
| 18 | Yadiki                  |                           |                      |                          |                         |
| 19 | Yellanur                |                           |                      |                          |                         |

## Demografía
Según el censo de 2011, contaba con una población total de 4 083 315 habitantes.